# Rothschildia orbignyana
Rothschildia orbignyana är en fjärilsart som beskrevs av Guérin-meneville 1844. Rothschildia orbignyana ingår i släktet Rothschildia och familjen påfågelsspinnare. Inga underarter finns listade.